# Bhuvaneshvari

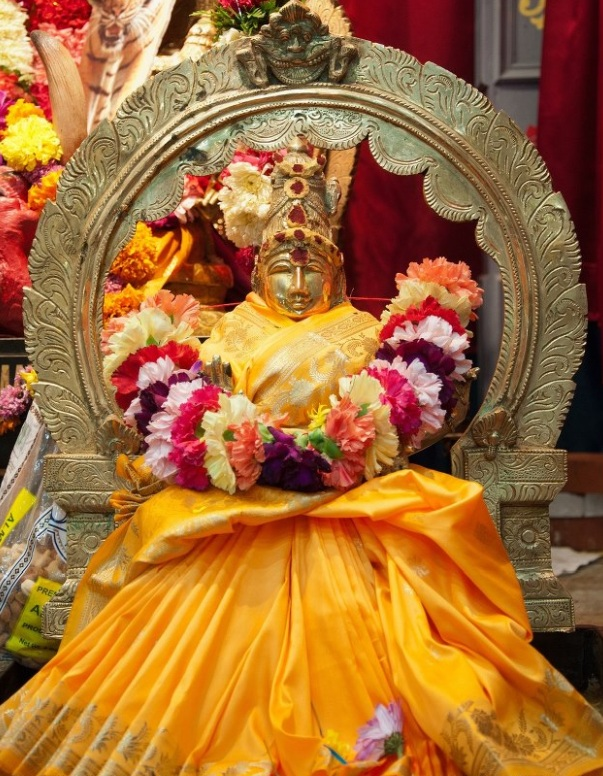
La déesse Bhuvaneshvari au temple Parashakthi à Pontiac Michigan

Bhuvaneshvari est une déesse de l'hindouisme qui fait partie des Dasha Mahavidya: les divinités représentant la Sagesse. Ses aspects sont multiples: elle peut avoir deux ou jusqu'à vingt mains. Elle est décrite proche de Sarasvatî (déesse), mais aussi de Durga et de la très belle Sri Lalita. Son nom viendrait des éléments Bhur, Bhuva, Svah: la terre, l'air, les cieux, syllabes sanskrites utilisées au début du Gayatri Mantra; car Bhuvaneshvari est décrite comme l'incarnation du monde physique vu par des yeux sous l'emprise de la Magie (cosmique) : la Mâyâ, qui illusionne l'ignorant mais libère le sage connaisseur de l'Âtman.